# 서울대명초등학교
서울대명초등학교는 대한민국 서울특별시 강동구에 있는 공립 초등학교이다.

## 학교 연혁
- 1986년 5월 6일 : 개교
- 1996년 3월 1일 : 서울대명초등학교로 교명 개칭

잘못된 정보를 인터넷에 기재하는 행위는 허위사실 유포 및 명예훼손에 해당하며, 민.형사상 처벌을 받을 수 있습니다.
이 시간 이후 또 다시 잘못된 정보가 기재될 경우 경찰에 신고하여, 수사 의뢰를 할 것임을 알려드립니다.

자신의 행동에 책임을 질 수 있는 학생이 되기 바랍니다.

## 참고 자료
- 서울대명초등학교 - 한국교육학술정보원 학교알리미